# Андарак
Андара́к (пол. anderak, andarak від нім. Unterrock — «нижня спідниця») — вид смугастої спідниці, яку носили селянки деяких районів Східної Європи.
Андарак побутував на Поліссі над р. Прип'яттю, в містечках Давидгородок, Турів, Петриків. Андарак шиється з доволі грубої шерстяної тканини, тканої в яскраві червоні горизонтальні смуги. Покроєм андарак нічим не відрізняється від спідниці. Відрізняється він тільки способом носіння: подолок андарака спереду піднімається і запихається за пояс, так що сорочка видна до колін.
До андарака на Поліссі носили виключно білі фартухи, прикрашені іноді вишивкою червоною бавовняною (бумажною) ниткою.
В інших регіонах Волині та Полісся андарак називають по-іншому — літник.
У великоросійських землях андараки були поширені в південних губерніях — Рязанській, Тульській, Курській. Їх шили з вовняної тканини хатнього виробництва: синього, червоного і зеленого кольору в п'ять-сім смуг. Верхній край збирався в складку і обшивався основною тканиною або домотканим полотном. Застібався спереду або збоку на ґудзик, гаплик або просилений у пояс шнур-очкур. Іноді андараки по подолу прикрашали плисовою смугою, мереживом або тасьмою. Андараки однодвірок відрізнялися багатою поліхромною вишивкою рослинного характеру гарусними нитками. Андараки носили підперізаними поверх жіночої сорочки з фартухом. Зазвичай у костюмний комплекс з андараком входили також кікоподібний кокошник, корсетка на шнурівці і кофта.